# 土佐上川口站
土佐上川口站（日语：／ Tosa-kamikawaguchi eki */?）是一位於日本高知縣幡多郡黑潮町上川口、隸屬於土佐黑潮鐵道（日语：土佐くろしお鉄道）的鐵路車站。車站編號為TK34。
月台站牌上標示本站的標語是「幡多青少年之家」。這個標題在鄰站海之皇迎站亦有出現，這是因為本站開站時間比後者早，所以最初「幡多青少年之家」的確是可以由本站前往，不過當海之皇迎站開站後，其與「幡多青少年之家」的直線距離和步行距離都較本站為近。
本站以普通列車為主，每天亦有上、下行另有3班特急列車靠停本站。
又因在京都府的山陰本線上已設有上川口站，本站遂增設了以前令制國「土佐」的前綴以作識別。

## 車站結構
本站位處山腰，遠離國道56號。路軌與鄉郊小路平行，為簡易車站模式，並不設置站舍，車站附近以農地為主，民居稀少。入口與浮鞭站相同，都是沿樓梯上至斜坡上的月台。
近路面的樓梯口設有投幣式電話亭一座。

### 月台配置
只設有側式月台1個，列車不可交匯，長度約為70米，有效長度為3輛。共設有三個出入口，其中向海之王迎的末端及月台中央採用斜道入口、而位於有井川方向的月台末端為樓梯上落，路面設有一座投幣式電話亭及一排簡易有蓋單車停泊場。三個出口各自連絡至附近集落不同的車路上。整個月台則以水泥所建成，並配合周邊的斜坡而作出修整。至於候車亭位於月台中央出口旁，仍採用國鐵時代以磚、鋼架及鐵皮所搭成的簡易有蓋候車亭、附有一張連貫式木製的候車長櫈。
列車靠站時，往中村方向為左側上落；往窪川方向為右側上落。
| 路線     | 方向 | 目的地         |
| -------- | ---- | -------------- |
| ■ 中村線 | 下行 | 中村、宿毛方向 |
| ■ 中村線 | 上行 | 窪川、高知方向 |

## 歷史
- 1970年10月1日：隨日本國有鐵道中村線通車開業。
- 1987年4月1日：日本國鐵分割民營化，車站的營運由JR四國繼承。
- 1988年4月1日：隨中村線轉交由土佐黑潮鐵道管理及營運。

## 使用狀況
本站位於大字的最北端，且為山坡部份，與中心部及國道56號均相距甚遠，而由中村站開出、途經本區的巴士，班次與鐵路相約，即使鐵路有少量特急班次亦不能挽救劣勢，多年來的日均使用量都只有十多人。而根據國土交通省「國土數值情報」，以下為1日平均上下車人次：
| 年度 | 1日平均 乘降人次 | 1日平均 乘降人次 |
| ---- | ---------------- | ---------------- |
| 2011 | 25               |                  |
| 2012 | 23               |                  |
| 2013 | 16               |                  |
| 2014 | 15               |                  |
| 2015 | 18               |                  |
| 2016 | 23               |                  |
| 2017 | 16               |                  |
| 2018 | 11               |                  |
| 2019 | 15               |                  |
| 2020 | 11               |                  |
| 2021 | 12               |                  |
| 2022 | 13               |                  |

## 相鄰車站
土佐黑潮鐵道
■中村線
■大部份特急「足摺」，「四萬十」1、4號
通過
■特急「足摺」1、5、8號
土佐佐賀（TK30）－土佐上川口（TK34）－土佐入野（TK37）
■普通
有井川（TK33）－土佐上川口（TK34）－海之王迎（TK35）

## 外部連結
- 土佐黑潮鐵道土佐上川口站